# Bryodelphax sinensis
Bryodelphax sinensis är en djurart som tillhör fylumet trögkrypare, och som först beskrevs av Giovanni Pilato 1974.  Bryodelphax sinensis ingår i släktet Bryodelphax och familjen Echiniscidae. Inga underarter finns listade i Catalogue of Life.